# Daïra de Zemmora
La daïra de Zemmora est une circonscription administrative algérienne située dans la wilaya de Relizane. Son chef-lieu est situé sur la commune éponyme de Zemmora.
La daïra regroupe les trois communes de Zemmora, Beni Dergoun et Dar Ben Abdellah.